# Juliet, Naked
Juliet, Naked (bra: Juliet, Nua e Crua, ou Juliet - Nua e Crua; prt: Juliet, Nua) é um filme britânico e estadunidense de 2018, do gênero comédia dramático-romântico-musical, dirigido por Jesse Peretz, com roteiro de Tamara Jenkins, Evgenia Peretz, Phil Alden Robinson e Jim Taylor baseado no romance Juliet, Naked, de Nick Hornby.
Estrelado por Rose Byrne, Ethan Hawke e Chris O'Dowd e é centrado na história de Annie (Rose Byrne) e seu romance improvável com o cantor e compositor Tucker Crowe (Ethan Hawke), que também é o assunto da obsessão musical de longa data de seu namorado (Chris O'Dowd). Estreou no Festival Sundance de Cinema em 19 de janeiro de 2018.

## Sinopse
Annie Platt contempla escapar de sua cidade natal, Sandcliff, na Inglaterra, seu trabalho como curadora em um museu local e seu relacionamento infeliz com Duncan, um professor universitário obcecado por Tucker Crowe, um músico americano de quem ouvi falar pela última vez em 1993. Um álbum intitulado Juliet, Naked chega pelo correio, contendo demos acústicas do álbum Juliet, de Crowe. Annie e Duncan discutem sobre sua qualidade, e Annie escreve uma crítica negativa no site de fãs de Duncan dedicado a Crowe.
O próprio Crowe envia um e-mail a Annie, agradecendo sua honestidade, e eles começam uma correspondência. Crowe compartilha seu arrependimento por ser um pai pobre para quatro filhos de três mães diferentes (mais tarde revelou ser cinco filhos com quatro mães diferentes), e Annie revela seu desapontamento por não ter filhos.
Crowe mora na propriedade de seu ex para ficar perto de seu filho mais novo, Jackson, na América. Lizzie, sua filha grávida de outro relacionamento, visita de Londres; é revelado que Crowe também tem filhos gêmeos de outro relacionamento. Antes de partir, Lizzie oferece a ele o número de telefone de sua outra filha Grace, que ele nunca conheceu.
Duncan convida Gina, uma nova professora em sua faculdade, para ouvir o álbum, e eles dormem juntos. Ele confessa isso a Annie, que termina com ele e pede que ele se mude.
Quando Lizzie tem seu bebê prematuramente, Crowe leva Jackson com ele para Londres para ver como ela está. Crowe e Annie concordam em se encontrar, mas ele sofre um ataque cardíaco. Annie o visita no hospital, onde conhece Jackson, Lizzie e a maioria dos ex-namorados de Crowe e outras crianças que voaram para a cabeceira dele. Crowe pede para ver Sandcliff, e ele e Jackson vêm para ficar com Annie.
Duncan encontra Annie e Crowe, que se apresenta, mas Duncan não acredita nele. Annie descobre Duncan escondido fora de sua casa, e Crowe prova sua identidade com seu passaporte. Duncan fica para o jantar, mas sua obsessão com o trabalho de Crowe irrita Crowe, que declara que acha que 'Juliet' não vale nada. Duncan vai embora, afirmando que a arte pode significar mais para o público do que o artista, e como o álbum foi importante para ele.
Crowe conta a Annie porque ele deixou a música 25 anos atrás: Julie, sua ex cuja separação inspirou Juliet, o visitou em seu show com sua filha, Grace. Deixado segurando o bebê, Crowe entrou em pânico, deixando-a no banheiro e afastando-se inteiramente do show e da música. Crowe liga para Grace, mas ela não quer nada com ele.
Na exposição do museu de Annie, ela confessa seu interesse romântico por Crowe, que retribui. O prefeito da cidade pediu a Crowe para cantar para a exposição, e ele relutantemente canta "Waterloo Sunset" dos The Kinks. Naquela noite, Annie e Crowe tentam fazer sexo, mas são interrompidos por Jackson doente, que quer ir para casa.
Annie leva Crowe e Jackson até a casa de Lizzie, que foi abandonada pelo pai de seu filho, e Annie se despede. Em casa, Annie está em um bar quando Duncan implora por um novo começo juntos, mas ela recusa.
Um ano depois, Annie envia um e-mail a Crowe, explicando que se mudou para Londres e decidiu ter um filho sozinha; eles concordam em se encontrar.
Durante os créditos, um vídeo de Duncan em seu site revela que Crowe lançou um novo álbum So Where Was I?, inspirado por Annie. Os títulos das músicas do álbum e a crítica mordaz de Duncan sugerem que Crowe e Annie estão vivendo felizes juntos, para grande desgosto de Duncan. 

## Elenco
- Rose Byrne como Annie Platt
- Ethan Hawke como Tucker Crowe
- Chris O'Dowd como Duncan Thomson
- Azhy Robertson como Jackson, filho de Tucker
- Lily Brazier como Ros Platt, irmã de Annie
- Ayoola Smart como Lizzie, filha de Tucker
- Lily Newmark como Carly
- Denise Gough como Gina
- Eleanor Matsuura como Cat, a ex de Tucker
- Megan Dodds como Carrie, a ex de Tucker
- Emma Paetz como Grace
- Jimmy O. Yang como Elliott

## Produção
Harbour Street em Broadstairs era o exterior da casa de Annie Platt em Sandcliff. As ruas e a praia de Broadstairs também figuram como Sandcliff, incluindo a sorveteria Morelli's. Outras filmagens aconteceram no Ramsgate Maritime Museum, que apresenta o interior do Sandcliff Museum onde Annie Platt trabalha, assim como o Royal Harbour em Ramsgate, que também pode ser visto em várias cenas. A produção também foi filmada em Home Farm no Borough of Swale, que aparece como a 'mancave' de Tucker Crowe e a casa de sua ex-mulher nos Estados Unidos.
O filme inclui novas canções escritas por Ryan Adams, Robyn Hitchcock, Conor Oberst e M. Ward, bem como o compositor do filme, Nathan Larson.

## Liberação
A Lionsgate e a empresa irmã Roadside Attractions adquiriram os direitos dos EUA para distribuir o filme e planejavam lançar o filme em 17 de agosto de 2018 em cinemas selecionados, com um lançamento nacional previsto para ocorrer em 31 de agosto de 2018.

## Recepção
No site de agregação de resenhas Rotten Tomatoes, o filme tem uma classificação de aprovação de 83% com base em 153 resenhas e uma classificação média de 6,8/10. Metacritic dá ao filme uma classificação média ponderada de 67 em 100, com base em 33 críticas, indicando "críticas geralmente favoráveis".